# Endiandra papuana
Endiandra papuana là loài thực vật có hoa trong họ Nguyệt quế. Loài này được Lauterb. miêu tả khoa học đầu tiên năm 1912.